# Fridolf Rhudinmuseet
Fridolf Rhudinmuseet är ett museum vid Gamla Bruket i Munkfors, som främst står öppet om sommaren. Sedan 1985 finns där utställningar om Fridolf Rhudin, Olle i Skratthult och Bosse Parnevik. Det finns också ett bruksmagasin med liten teaterlokal samt rum för andra utställningar. Vid gårdsplan finns Bondkomikens nationalmuseum, med ett bildgalleri över bondkomiker.
Varje år arrangeras Svenska bondkomikfestivalen, med utdelning av Fridolf Rhudin-priset.
Byggnaden var brukskontor då den byggdes 1823, och där arbetade Fredrik August Dahlgren som 12-åring.